# Moviment Independent Popular
El Moviment Independent Popular (francès: Mouvement indépendant populaire), abreviat MIP, fou un partit polític de Luxemburg de la dècada de 1960. El seu únic objectiu era representar els interessos dels 12.000 ciutadans que havien estat conscripts a la Wehrmacht durant l'ocupació alemanya de Luxemburg durant la Segona Guerra Mundial.
El partit va intentar reclamar una compensació al govern de l'Alemanya Occidental per aquells conscrits, adduint que també eren víctimes del nazisme. El detonant d'aquest moviment va ser un tractat de 1959 entre l'Alemanya Occidental i Luxemburg, on es compensava aquest darrer per l'ocupació alemanya, a més de reconèixer la legitimitat de les accions de resistència. Aquest tractat va ser vist pels antics conscripts com una mesura discriminatòria, i van passar a anomenar-lo 'Tractat de la Vergonya' (francès: traité de la honte). Aquest tractat va necessitar dos anys per ser ratificat, després d'un debat prolongat a la Cambra de Diputats i d'una protesta de 10.000 persones a la Plaça de Guillem II de Ciutat de Luxemburg.
El Moviment Independent Popular es va formar arrel d'aquestes protestes populars. El partit era, en general, antisistema, sense un programa clar sobre d'altres qüestions, i va aconseguir un 5,9% dels vots i dos escons en les eleccions legislatives de 1964, convertint-se en el primer partit de nova creació en aconseguir un escó des de les eleccions de 1945. L'MIP es va fusionar amb el Partit Democràtic abans de les eleccions legislatives de 1968. Tot i així, un dels seus membres, refusant aquesta fusió, va crear el Partit de la Solidaritat Nacional, que només va aconseguir un 0,4% dels vots i cap escó, portant aquest fet a la seva dissolució.
Durant la dècada del 1970 es va crear un altre partit, Enrôlés de Force, que perseguia uns objectius semblants, que aconseguiria representació parlamentària després de les eleccions de 1979. Després del reconeixement oficial el 1981, per part del govern, que els conscriptes de la Wehrmacht van ser víctimes, es va dissoldre.